# Rəngdar
Rəngdar è un comune dell'Azerbaigian situato nel distretto di Quba. Conta una popolazione di 116 abitanti.